# Павильон № 21 «Газовая промышленность» на ВДНХ
Павильон «Газовая промышленность» — 21-й павильон ВДНХ, построенный в 1952—1954 годах для экспозиции «Картофель и овощи». В 1959—1963 годах носил название «Сахарная и кондитерская промышленность». До наших дней сохранился в перестроенном виде (реконструирован в 1966 году).

## История
Павильон был построен в 1952—1954 годах по проекту архитектора Андрея Ростковского и изначально носил название «Картофель и овощи». Фасад был оформлен в стиле сталинского ампира, главный вход украшали композиции на сельскохозяйственную тематику — вазоны, наполненные овощами, рельефные панно с изображениями растений. В 1966 году павильон был перестроен в стиле советского модернизма по проекту архитекторов Елены Анцуты и В. В. Кузнецова и является ярким примером «брутального экспрессионизма корбюзианского извода». В процессе капитальной реконструкции был надстроен второй этаж, появились дополнительные экспозиционные площади (общая площадь внутренних помещений павильона увеличилась с 700 до 2700 квадратных метров), был оборудован кинолекционный зал на 200 мест. В плане здание дугообразное, главный вход застеклён, отдельное выразительное архитектурное решение — изогнутый козырёк над входом.
Первая экспозиция павильона, открытая после его постройки, была посвящена овощеводству, новейшим достижениям и механизации этой отрасли. В частности, рассказывалось о новаторских способах выращивания овощей, в том числе, в центральном зале, о квадратно-гнездовом методе посадки картофеля. В 1959—1963 годах в павильоне размещалась экспозиция «Сахарная и кондитерская промышленность», а с 1964 года — «Газовая промышленность». Эта экспозиция демонстрировала достижения в сфере добычи и переработки газа, газификации СССР, использования газа в производстве. Были выставлены образцы техники, используемой в газовой промышленности, стенды соответствующей тематики. Перед павильоном была установлена скульптура из газопроводных труб различного диаметра, символизирующая газификацию и развитие газовой промышленности страны. В 1990-е годы экспозиция была ликвидирована, а павильон закрыт. В мае 2023 года в павильоне открылась выставка «В далекой-далекой Галактике».